# 익사

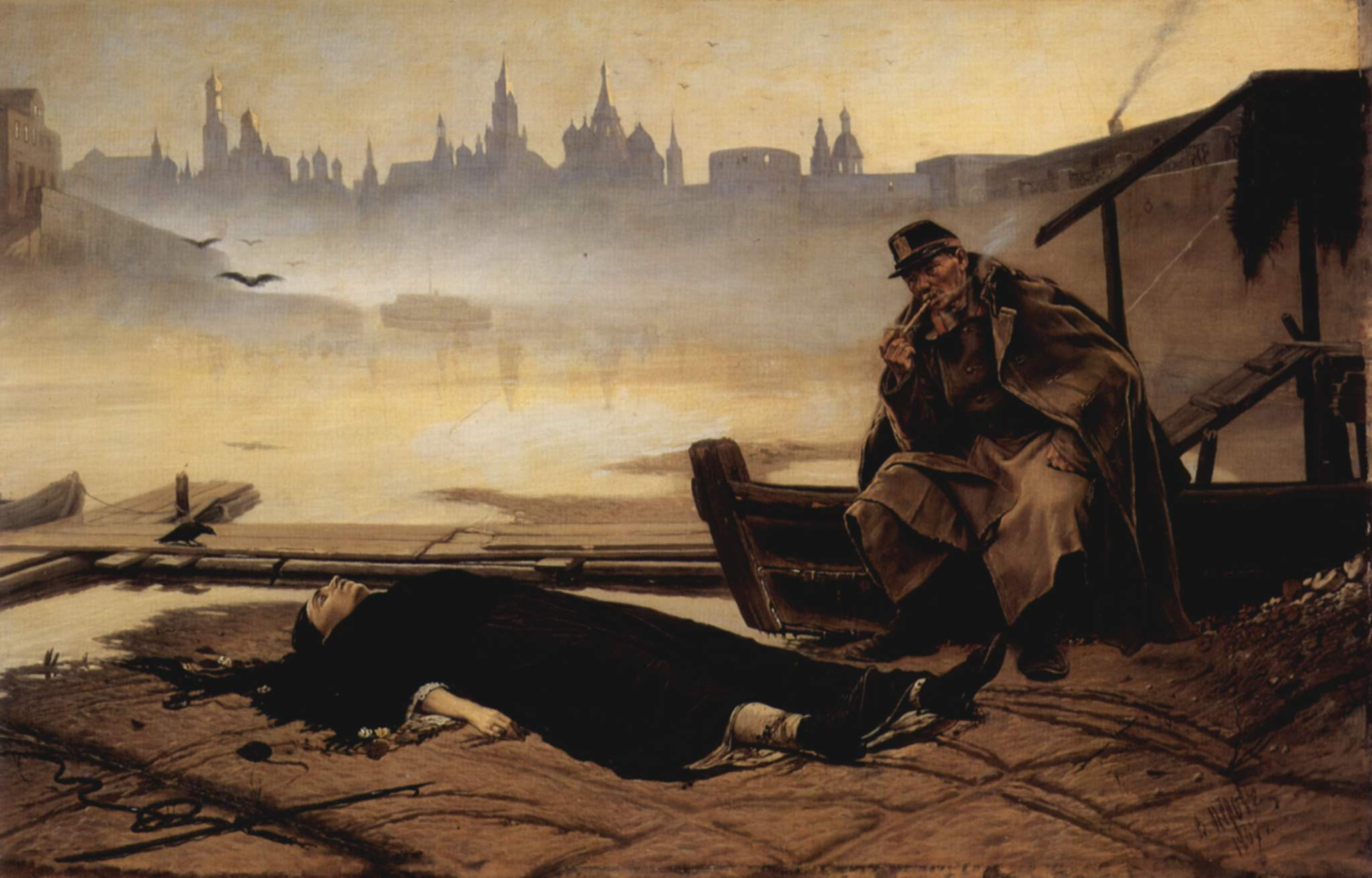

익사(溺死, 문화어: 닉사)는 액체를 기도로 흡인하여 질식하는 것을 가리킨다. 기도를 폐쇄하는 데에는 소량의 물로도 충분하므로, 물에 완전히 빠지는 수준이 아니더라도 익사할 수 있다. 익수사고 후 24시간 이내에 사망하는 것을 익사, 익수사고로 수몰되었어도 구조되어 적절한 응급처치를 통해 소생한 경우를 익수손상으로 구분한다. 담수 혹은 해수에 따라 그 예후가 달라지는데, 해수의 경우 삼투압 작용으로 인해 폐포 내의 수분이 해수 쪽으로 이탈되며, 담수의 경우는 그 반대다. 익사는 질식사의 일종이므로 그 과정이 거의 비슷하다. 그러나 증상의 경과가 조금 다르며 진행 단계의 구분이 뚜렷하다. 익사체는 물에 가라앉는 성질이 있어 한동안 물 속에 방치되므로, 검시의 과정에서 익사로 인한 소견과 물 속에 있었기 때문에 생기는 소견을 뚜렷이 구분하여야 한다. 익사한 지 얼마 되지 않아 발견한 사체의 경우 흰 거품이 코와 입을 뒤덮고 있다.

## 익사의 진행 단계
- 무증상기: 물에 빠진 직후의 순간을 말한다. 이때 사람은 대부분 무의식적으로 한동안 호흡을 멈추게 된다.
- 호흡곤란기: 더 이상 숨을 참지 못하고 물 속에서 숨을 쉬기 시작하는 단계이다. 이때 물이 기도로 흡인된다. 발작 비슷한 것이 일어나며 의식을 잃어버린다.
- 호흡정지기: 물이 계속 흡인됨에 따라 뇌에 산소가 부족해진다. 이에 따라 가사 상태에 빠지게 된다.
- 호흡불가기: 마지막으로 몇 번 호흡이 가능하지만 곧 완전히 호흡이 멈추는 단계이다.

## 같이 보기
- 물